# Craig P. First
Craig P. First (* 16. März 1960 in Harrisburg, Pennsylvania) ist ein US-amerikanischer Komponist und Musikpädagoge.
First studierte am American Conservatory in Chicago bei Jack C. Goode, Stephen Syverud und Alan Stout und an der University of Chicago bei Shulamit Ran. Einen Doktorgrad in Komposition erwarb er an der Northwestern University. Von 1990 bis 1995 war er Dozent für Komposition und Musiktheorie an der Northwestern University und unterrichtete an der DePaul University, danach wurde er Kompositionslehrer an der University of Alabama. Seit 1992 ist er künstlerischer Leiter des Chicago 21st Century Music Ensemble.
Kompositionsaufträge erhielt First von Musikern und Ensembles wie Dimitris Marinos, Paul Bowman, Raimundas Katilus, dem Lark Quartet, dem  Vienna Saxophone Quartet und dem University of Chicago Chamber Orchestra. Er war Gewinner der American ISCM National Composers Competition, des Concurso Internacional Composicion de Musical in Spanien, der Fourth Annual International Spectri Sonori Competition, der 12th Annual National Association of Composers, U.S.A. Competition, und dreimal (1998, 2000 und 2002) der American Composers Forum Sonic Circuits und wurde u. a. dreimal mit dem National Foundation for Advancement in the Arts Award, fünfzehn Jahre in Folge mit dem ASCAP Standard Award und dem ASCAP Young Composers Award ausgezeichnet. 
Als Student befasste sich First intensiv mit elektronischer und computergenerierter Musik. Er wurde vor allem als Komponist von Kammermusik bekannt, jedoch komponierte er auch im Auftrag von Charles E. Moore und der ACM Chamber Opera of Chicago die Oper The Soul of Rose Dede.

## Werke
- The Soul of Rose Dede, Kammeroper
- The Eternal Return Musik zum Film von Matt Marello
- String Quartet
- Two by One für Violine oder Altsaxophon
- Shadow Play für Klavier
- Intimate Voices für Violine, Cello und Klavier
- Black Sun für Violine und Klavier
- Tantrum für verstärkte Violine und Tonband
- Mosaics für Saxophonquartett
- Flights of Fantasy für Kammerorchester
- Zu wissen was kein Engel weiß für Doppelorchester und Tonband
- Summer Knowledge für Flöte, Violine, Cello und Klavier
- Drame lyrique für Gitarre
- Contrapuntal Variations I für Mandoline und Tonband
- Contrapuntal Variations II für Violine
- Contrapuntal Variations III für Cello
- Time's Dedication für Sopran, Erzähler und acht Instrumente
- Chimera für Viola und Cembalo
- Scatterbrain für Cello
- Three Scenes for a Mad Clarinet für Klarinette und Klavier
- Dream Music für Gitarre und Cello
- Lo, the Solace Passed für Altsaxophon und Kammerensemble
- The Apocryphal, Violinduo
- Jetz für Kontrabass und Klavier
- Flights of Fantasy für Kammerorchester
- Concerto for Chamber Orchestra
- Sun Devil für Sopransaxophon und Orchester
- I ' vidi in terra angelici für Sopran und Tonband
- Epiphany für verstärkte Violine, Mandoline und Tonband
- Fever 103o für Tonband
- Invariance für Tonband